# Aspidispa flagellariae
Aspidispa flagellariae es un coleóptero de la familia Chrysomelidae.
Fue descrita científicamente por primera vez en 1963 por Gressitt.